# Capnocybe fraserae
Capnocybe fraserae är en svampart som beskrevs av S. Hughes 1966. Capnocybe fraserae ingår i släktet Capnocybe och familjen Metacapnodiaceae.   Inga underarter finns listade i Catalogue of Life.